# Гипотеза расширяющейся Земли

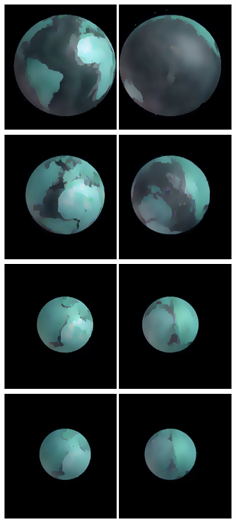
Движение континентов при гипотетическом расширении Земли (на базе эскизов Maxlow и Нила Адамса). Слева: центральная область — Атлантический океан; Справа: центральная область — Тихий океан. Прошлое — снизу, настоящее — сверху

Расширяющаяся Земля (англ. expanding Earth) — гипотеза, допускающая, что положение и относительное движение материков в основном вызвано увеличением объёма планеты Земля. Гипотеза начала развиваться в начале и середине XX века. Основным аргументом расширения Земли является наблюдение, что континенты по своим контурам способны собираться обратно в шар приблизительно вдвое меньшего диаметра (см. схему).

## История

Схема расширения Земли

Ранее существовала противоположная гипотеза — контракционная гипотеза, в которой геологические и географические особенности объяснялись сжатием Земли.
Несмотря на то, что гипотезы расширяющейся или сжимающейся Земли признавались отдельными учеными, они были признаны большинством учёных устаревшими после развития теории тектоники плит в 1960—1970-х годах, ставшей практически общепринятой.
Однако, по мнению геотектониста В. В. Белоусова,

«… возникнет другая „мода“, а именно, представление о расширении Земли. Видимо это направление займёт своё место в очереди после „тектоники плит“».
По измерениям Земли в проектах DORIS, GPS, GRACE, РСДБ изменения радиуса Земли в XXI веке не происходит (погрешность измерений не превышает 0,2 мм в год). По палеомагнитным и палеологическим данным радиус Земли не претерпевал значительных изменений как минимум на протяжении последних 400—600 миллионов лет..

## Варианты гипотезы
Существует три основных варианта гипотезы расширяющейся Земли:
1. Масса Земли оставалась постоянной, следовательно, сила тяжести на поверхности уменьшалась со временем;
2. Масса Земли возрастала одновременно с увеличением объёма, сила тяжести на поверхности изменялась слабо;
3. Гравитационная постоянная G в прошлом была больше, соответственно, Земля расширялась с уменьшением G[8].

### Расширение Земли с постоянной массой
Во время второй экспедиции корабля «Бигль» в 1834—1835 годах Чарльз Дарвин, один из известных геологов Англии, предположил, что произошедшее в прошлом расширение Земли могло бы объяснить возвышение суши в Южной Америке, которое привело к образованию Анд и ступенчатых плато в Патагонии. Однако уже в 1835 году он отказался от этой идеи, предположив, что одновременно с ростом гор происходило опускание океанского дна.
В 1889 и 1909 годах итальянский геолог Роберто Мантовани опубликовал гипотезу расширения Земли и дрейфа континентов. Он предположил, что единый континент покрывал всю поверхность Земли, когда она имела меньший размер. Тепловое расширение привело к вулканической активности, которая разделила суперконтинент на несколько меньших континентов. Эти континенты дрейфовали друг от друга за счёт дальнейшего расширения планеты, происходившего в тех зонах, где в настоящее время находятся океаны. Хотя Альфред Вегенер отметил некоторое сходство этих идей с его собственной теорией дрейфа материков, он не считал, что причиной дрейфа является расширение Земли, как полагал Мантовани.
Компромисс между гипотезами расширяющейся Земли и гипотезой контракции (сжатия планеты) пытался предложить ирландский физик Джон Джоли, назвавший своё предложение «theory of thermal cycles» (теория тепловых циклов). По его мнению, поток тепла от радиоактивного распада изотопов внутри Земли превосходит охлаждение Земли. Вместе с британским геологом Артуром Холмсом Джоли выдвинул гипотезу, согласно которой Земля отводит избыточное тепло за счёт периодического расширения. Это расширение приводит к увеличению трещин, которые заполняются магмой. После фазы расширения наступает фаза охлаждения, в которой магма застывает, а Земля уменьшается.
Австралийский геолог Сэмюел У. Кэри выступал с поддержкой теории расширения Земли с 1950-х годов (когда теория тектоники плит ещё не была достаточно развита, чтобы объяснить движение континентов) до конца 1990-х, отрицая возможность субдукции и других явлений, объясняющих процессы спрединга и судьбу создаваемой в срединно-океанических хребтах океанической коры. Американский геолог Брюс Хейзен, изучавший Срединно-Атлантический хребет, изначально поддержал идеи Кэри о расширении Земли, но позже изменил своё мнение. Многие сторонники гипотезы расширяющейся Земли после 1970-х годов были вдохновлены идеями Кэри.

### Увеличение массы Земли
Гипотезы трансмутации — превращения гипотетического субстрата в обычное вещество.
В 1888—1889 годах русский инженер и естествоиспытатель Иван Осипович Ярковский предположил, что какие-то виды всепроникащего эфира могут поглощаться внутри Земли и трансмутировать в новые химические элементы, приводя к расширению планет и иных небесных тел. Это предположение было тесно связано с его механистическим объяснением гравитации (кинетической гипотезой всемирного тяготения). Тезисы Отта Кристофа Хилденберга (1933, 1974) и Николы Теслы (1935) также основывались на поглощении эфира или других форм энергии и их трансформации в обычную материю.

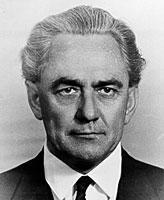
Сэмюел Уоррен Кэри

Начиная с 1956 года Сэмюэл У. Кэри также предположил возможность какого-либо механизма увеличения массы в планетах и заявил, что окончательное решение этой проблемы возможно только в космологической перспективе в связи с расширением Вселенной.
В адунационной модели Казанского Б. А. увеличение массы планеты связано с «мягкой» аккрецией двух небесных тел — Пангеи и Панталассы в конце перми — начале триаса на поверхность Земли.

### Уменьшение гравитационной постоянной
Поль Дирак предположил в 1938 году, что универсальная гравитационная постоянная за миллиарды лет существования вселенной могла уменьшиться. Эта идея позволила немецкому физику Паскуалю Йордану модифицировать общую теорию относительности и предположить в 1964 году, что все планеты постепенно расширяются. В отличие от большинства других объяснений расширения, это оставалось в рамках физически допустимой теории. Однако измерения возможных вариаций гравитационной постоянной показали, что верхний предел её относительного изменения составляет 5∙10−12 в год, исключив объяснения Йордана.

## Научный консенсус
В рамках гипотезы расширяющейся Земли не было предложено правдоподобных и проверяемых механизмов расширения. В 1960-х развитие теории тектоники плит и открытие субдукции привело к признанию тектоники мировым научным сообществом в качестве основной парадигмы геологии.
Существуют аргументы, свидетельствующие против гипотезы расширяющейся Земли:
- Измерения при помощи современных высокоточных геодезических технологий показывают, что в настоящее время Земля не изменяет свой радиус (с точностью до 0,2 мм в год)[3][4]. Измерение движений тектонических плит и зон субдукций при помощи различных геологических, геодезических и геофизических методов поддерживают теорию тектоники плит[26][27][28].
- Палеомагнитные данные свидетельствуют, что радиус Земли 400 миллионов лет назад составлял 102 ± 2.8 процента от текущего радиуса[5][6].
- Оценки момента инерции Земли по палеозойским породам свидетельствуют о том, что за последние 620 миллионов лет не происходило значительного изменения радиуса Земли[7].
- Согласно исследованиям Фрэнсиса Бёрча (Francis Birch, 1968), даже при изменении гравитационной постоянной G в 2 раза, радиус Земли изменился бы примерно на 370 км[8][29] При этом, по современным данным относительное изменение постоянной G намного ниже и не превышает ~10−11−10−12  в год[30][5][31].
- Если бы в прошлом континенты находились в более тесном контакте, то мировые воды не умещались бы в русла океанов и планета была бы полностью покрыта мировым океаном, что сделало бы невозможным существование ископаемых сухопутных животных. Если бы в прошлом было меньше и самой воды, это сделало бы невозможной жизнь на Земле в привычном её понимании.

## Сторонники

Анимация изображения возраста океанского дна, в предположении гипотезы расширяющейся Земли

- Отт Кристоф Хильгенберг предложил одну из моделей расширяющейся Земли в 1933 году в своей работе «Vom wachsenden Erdball»[18][19][32]. В частности, он предполагал, что масса Земли увеличивается за счёт трансформации эфира[33].
- Сэмюел Кэри, австралийский геолог, развивал гипотезу расширяющейся Земли в послевоенные годы, но при этом внёс значительный вклад в признание теории дрейфа материков.
- Нил Адамс — художник с теорией «Growing Earth-Growing Universe»[34], в которой прирост массы происходит путём выдуманного Адамсом гипотетического процесса производства пар электрон-позитрон в ядре Земли и других космических тел[35].
- Карл Лукерт — американский геолог, автор книг, отстаивающих эту гипотезу[36].
- В. Н. Ларин — российский геолог, автор металлогидридной теории строения Земли, в своей книге «Наша Земля (происхождение, состав, строение и развитие изначально гидридной Земли)», выпущенной в 2005 году, заявил, что Земля обязана испытывать существенное расширение[37][38][39].
- В. В. Кузнецов — доктор технических наук, геофизик, профессор, автор модели горячей расширяющейся Земли.
- А. Ю. Скляров — российский писатель и исследователь в своей электронной книге «Ждет ли Землю судьба Фаэтона?» (цикл Мифы и реальность) развивает теорию гидридной земли и приводит многочисленные свидетельства своей теории.
- А. Ю. Ретеюм — профессор географического факультета МГУ, который в своих лекциях постоянно обращается к теории расширяющейся Земли.
- В. А. Огаджанов — доктор геолого-минералогических наук, профессор, автор дилатационной модели Земли[40]
- Казанский Борис Андреевич (1935—2018) — доктор географических наук, океанолог, специалист в области батиметрии и эволюции океанов, автор адунационной геодинамической модели[22][41].